# Торф деревно-трав'яний
Торф деревно-трав'яний (рос. торф древесно-травяной, англ. wood-grass peat, нім. Holz- und Grastorf m) — група торфів різних типів, що містять 15-35 % деревних залишків, та велику кількість залишків трав'янистих рослин. Виділяють деревно-осоковий, деревно-очеретяний, сосново-пушицевий торф. Ступінь розкладу Т.д.-т. від 32 (низинний тип) до 61 % (верховий). Природна вологість 89-90 %, повна вологоємність 6,5-14,8 кг/кг, зольність від 3,6 (верховий) до 5 % (низинний тип), теплота згоряння бл. 24 МДж/кг.

## Інші види торфу
| - Фускум-торф - Фрезерний торф - Магелланікум-торф - торф вербовий - торф верховий - торф гіпновий | - торф деревний - торф деревно-моховий - торф деревно-трав'яний - торф мезотрофний - торф моховий - торф низинний - торф перехідний | - торф похований - торф сфагновий - торф трав'яний - торф тростинний - торф хвощевий - торф шейхцерієвий - торф ялинковий |